# 真昼岳
真昼岳（まひるだけ）とは、秋田県仙北郡美郷町と岩手県和賀郡西和賀町との県境にある山である。真昼山とも。真昼山地の主峰で、標高は1059mである。

## 概要
秋田県側の周囲は真木真昼県立自然公園に指定。なお、県境をまたぐ真昼岳林道（峰越連絡林道）が付近を通るが、未舗装かつ大変狭い。
古くから信仰の対象として真昼山大権現社（三輪神社）が設けられ、中世には周辺の小野寺氏や本堂氏の氏神ともなっていた。
山名は伝説の坂上田村麻呂が東征の折、昼頃に山頂についたからとされている。山頂の三輪神社はその時将軍が建立したものという。江戸時代の記録には「麓に石の鳥居がある。三輪神社がある。大同2年に田村麻呂が開基した。祭礼は4月の6月とも12日である。この山には怪異の話が残されている。
登山口は秋田側に赤倉口と善知鳥口、岩手側に沢内口がある。また、峰越（みねこし）林道の秋田、岩手県境からの登山が最も容易に登ることができる。
峰越林道からは、北ノ又岳（きたのまただけ）と音動岳（おんどうだけ）を通り、約１時間半程度で山頂に到着する。写真右の山が音動岳である。
登山道や山頂からは、北に雄大な和賀山塊を見ることができる。美しい景色を見ることができるのがこの山の特徴である。ただ、山頂部分は笹が多く紅葉は期待できない。山腹の紅葉や新緑との対比は美しい。

## 山頂部への放牧
兎岳および北真昼のムツノガリヤス群落と真昼岳の山頂部西斜面に広がるチシマザサ群落は同山地の同じ海抜高・傾斜の稜線西側にはミヤマナラ群団が分布することおよび山頂わずかにムツノガリヤス群落があることから判断して、ミヤマナラ群落を焼き払った後ムツノガリヤス群落に放牧した可能性がある。

## 民話
仙北郡の東に馬蛭(まひる)山という山がある。峻険で岩石が屏風のようになっているところが多く、草木が屈曲して生えていて、上の方はオッコと言われる木が畳を敷いたように生えている。この山の北の方に数ヶ所の沢がある。総称は大又という。真昼岳の正面の沢をカトノ沢といい、これらの沢から流れ出る川を馬蛭川という。
1832年(天保3年)6月中旬に横堀村甚之丞という者が、若者数人と三人連れで大又沢にミヅ(ウワバミソウ)を採りに出かけた。若者は左の沢へ、甚之丞は右の沢に入り、帰りは沢の入り口で待ち合うことにした。ところが、甚之丞は若者が待っていても帰らなかったので、日が暮れて来たのでその日は一旦帰り、翌日大勢でその沢を捜索した。しかし、甚之丞の行方は分からなくまた足跡も無かった。不思議に思いながら、なお奥深くに分け入ると、岩石が高くそびえ、その上に登る方法が無いような場所に着いた。これより奥は行くことが出来ないと、他を終日廻ったものの何ら証拠がなくすごすごと帰った。ところが、沢の入り口の手前に石切小屋があって、この小屋の中で甚之丞がミヅを背負って休んでいた。皆は驚いて昨日からの事情を聞いた。甚之丞が言うところには、昨日はミヅを探したが一本も無く、次第に奥に行くと、岩が高くなって登ることができない。しばらく立っていると、どこの国か分からないが、女性の武人が来て私について来なさいと言う。彼が岩を登ることが出来ないと言うと、女は私に背負われなさいと言う。言葉に従うと、女は何の苦も無くすらすらと登って行く。上には結構な家があった。
内には山の神を始め、色々な神々、鬼のようなものが数多くいた。よくきたと食事になった。甚之丞は晩になって腹もすいたので、食おうと思い持参の焼き飯を出したところ、鬼たちは焼き飯はやめてまずこれを食えと餅を何個か出した。餅を見ると搗きたてもあったが、古い餅もある。これを食べて今宵は泊まって、皆が休んでいる明日の朝早く起きて帰ろうとしたが、鬼たちは甚之丞にまた餅を食べさせ、そなたには娘が居るかと問う。甚之丞が良く踊る娘が一人いると答えると、鬼は7月17日に娘が踊りに出たら鬼がさらうと言う。また、27日に餅をつきなるべき高い所におくべしと言う。次の日、女が甚之丞を背負い、また元の沢に飛ぶか走るかして移動した。昨日と違い沢にはミヅがたくさんあり、女とも手伝ってもらい送られて今来た所だという。女は皆と会っているが、他の人には見えない。家に帰った甚之丞は心あらずの状態であったが、薬を飲んで今は全快している。甚之丞の家では7月27日には餅をついて高い所に置いたが、何の変わりも無かったという。また、持参の焼き飯はそのまま持ち帰ったという。
馬蛭山より北に太田山(旧千畑スキー場があった黒沢大台山)という山がある。同じ年の7月18日に横沢村の者が、ミヅ取りに太田山に行ったが、相当取った後で、沢で根を洗っていたところ、ヒイヒイという音が聞こえて、気味が悪く思っていたところ、どこからか早く帰れと山に響く大音が聞こえた。彼は逃げて家に帰ったという、横沢村七之丞の噂がある。
真昼山のうち、人が登ることを禁じている沢がある。菅江真澄の『月の出羽路』にも記載がある。20年ほど前、太田町国見村の新助という人が、キノコ狩りに行っきある沢で大きなマイタケを見つけた。一つの株を全部持っていけない大きさだから、半分を取って一息とって上を見ると、大蛇がキノコが生えている木に体を、隣りの木には頭をかけていた。大変恐れおののいて逃げ帰ったが、それから3年程で果てたと国見村の者が語った。
また菅江真澄の『月の出羽路』では、真昼岳に怪しいものが住んでいて、元本堂村の男が、太い鳥足の赤い大人を見てから廃人のようになってしまったという伝説も記録している。さらに、1828年(文政11年)6月3日、万太が仲間2人と大股沢にミズ採りに行った。採り終わり、仲間の姿をした男2人が来たので帰ろうと笠を被ったところ、笠を鷲づかみにされた。仲間がようやく探し出したが、そこは真昼岳の頂近くで、大股沢からは2里も離れていた。菅笠を見ると4つの爪痕があり、山人か天狗かが戯れに投げ飛ばしたのであろうという記録もある。さらに菅笠に開いたツメの跡を真澄は絵にしている。